# Rabat (Gozo)
Rabat o Victoria (in maltese Ir-Rabat Għawdex o Il-Belt Victoria, in italiano storico Rabato del Castello) è il capoluogo dell'isola di Gozo, a Malta.

## Storia
Le sue origini risalgono ai primi insediamenti dell'età del Bronzo, in seguito vi risiedettero Fenici e Romani, che per primi utilizzarono la Cittadella, che presenta ai giorni nostri i profili più moderni, come acropoli.
In origine la città si chiamava Rabato del Castello (distinguendosi, in tal modo, dall'omonima Rabato della Notabile sull'isola di Malta), ma nel 1897 cambiò nome in onore della regina Vittoria.

## Monumenti e luoghi d'interesse
- Cittadella: massicciamente fortificata, la Cittadella torreggia su una rupe a circa 150 m s.l.m. e domina l'intera estensione dell'isola.

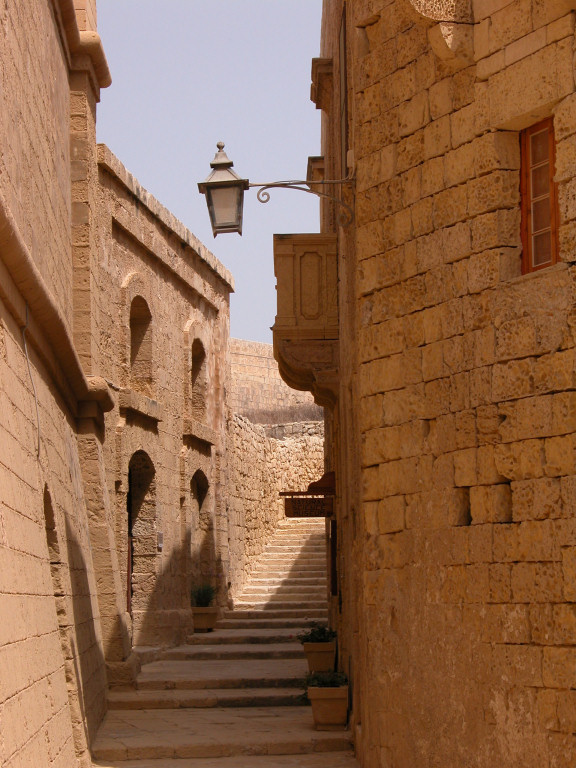
Una delle stradine della Cittadella

- Cattedrale dell'Assunzione della Vergine Maria: si trova all'interno della Cittadella e risale al 1697.

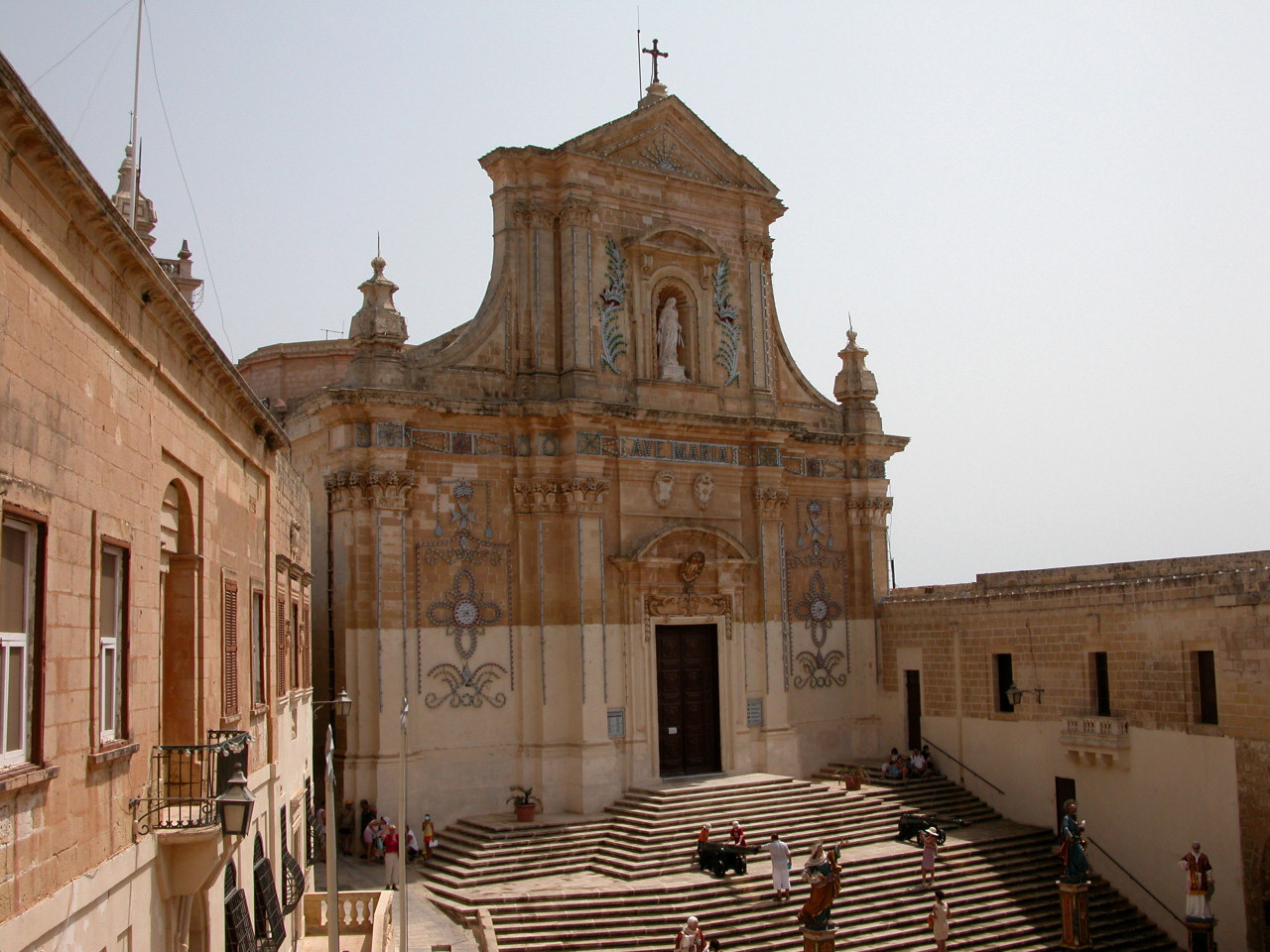
La Cattedrale di Santa Maria

- Basilica di San Giorgio: in stile barocco, fu costruita nel XVII secolo e successivamente riedificata in seguito al terremoto del Val di Noto del 1693.

## Amministrazione

### Gemellaggi
- Nichelino, dal 2009